# 石平信司
石平 信司（いしひら しんじ）は、日本のアニメーション監督、アニメーション演出家。

## 参加作品

### 監督
太字は総監督。
2002年
- 殺し屋1 THE ANIMATION EPISODE.0

2004年
- 天罰エンジェルラビィ☆

2007年
- 東京魔人學園剣風帖 龍龍

2009年
- FAIRY TAIL

2010年
- エア・ギア 黒の羽と眠りの森

2013年
- ログ・ホライズン

2014年
- FAIRY TAIL（新シリーズ）

2016年
- フラワーリングハート
- SUPER LOVERS
- ヘボット！

2017年
- SUPER LOVERS 2

2018年
- 七つの美徳
- FAIRY TAIL（ファイナルシリーズ）

2020年
- 無能なナナ

2021年
- ログ・ホライズン 円卓崩壊
- EDENS ZERO
- 月が導く異世界道中

2022年
- 佐々木と宮野
- 転生したら剣でした

2023年
- 映画 佐々木と宮野ー卒業編ー / 平野と鍵浦

2024年
- 月が導く異世界道中 第二幕
- ただいま、おかえり
- FAIRY TAIL 100年クエスト

2025年
- FARMAGIA

2026年
- 異世界の沙汰は社畜次第

### その他

#### テレビアニメ
2003年
- 銀河鉄道物語（絵コンテ）

2004年
- GIRLSブラボー first season（絵コンテ）
- リングにかけろ（絵コンテ・演出・原画）
- BURN-UP SCRAMBLE（絵コンテ）
- 最遊記RELOAD GUNLOCK（絵コンテ）

2005年
- Xenosaga THE ANIMATION（絵コンテ）
- 戦国英雄伝説 新釈 眞田十勇士 The Animation（絵コンテ）

2006年
- 桜蘭高校ホスト部（絵コンテ）
- おとぎ銃士 赤ずきん（2006年 - 2007年、絵コンテ）
- 陰からマモル!（絵コンテ）
- ツバサ・クロニクル第2シリーズ（絵コンテ）
- スパイダーライダーズ 〜オラクルの勇者たち〜（絵コンテ）
- 内閣権力犯罪強制取締官 財前丈太郎（絵コンテ）
- 天保異聞 妖奇士（2006年 - 2007年、絵コンテ・演出）
- TOKKO 特公（絵コンテ）

2007年
- Yes!プリキュア5（2007年 - 2008年、絵コンテ）
- ひまわりっ!（絵コンテ）
- スパイダーライダーズ 〜よみがえる太陽〜（絵コンテ）
- BLUE DRAGON（2007年 - 2009年、絵コンテ）
- REIDEEN（絵コンテ）
- ラブ★コン（絵コンテ）

2008年
- Yes!プリキュア5GoGo!（2008年 - 2009年、絵コンテ）
- ソウルイーター（2008年 - 2009年、絵コンテ・演出）
- モノクローム・ファクター（絵コンテ）
- ヤッターマン（第2作）（2008年 - 2009年、絵コンテ）

2009年
- 鋼の錬金術師 FULLMETAL ALCHEMIST（絵コンテ）
- フレッシュプリキュア!（絵コンテ）

2010年
- HEROMAN（絵コンテ）

2012年
- 絶園のテンペスト（絵コンテ）
- リトルバスターズ!（絵コンテ）

2013年
- ガリレイドンナ（絵コンテ）

2014年
- ソウルイーターノット!（絵コンテ）

2015年
- 七つの大罪（絵コンテ）
- 長門有希ちゃんの消失（絵コンテ）
- WORKING!!!（絵コンテ）

2016年
- コンクリート・レボルティオ〜超人幻想〜THE LAST SONG（絵コンテ）
- 僕のヒーローアカデミア（絵コンテ）
- SHOW BY ROCK!!#（絵コンテ）

2017年
- 血界戦線 & BEYOND（絵コンテ）
- カードファイト!! ヴァンガードG Z（絵コンテ）
- 鬼灯の冷徹（絵コンテ）

2019年
- ブラッククローバー（絵コンテ）
- キャロル&チューズデイ（絵コンテ）
- BORUTO-ボルト- NARUTO NEXT GENERATIONS（絵コンテ）
- ACTORS -Songs Connection-（絵コンテ）
- ぬるぺた（絵コンテ）

2020年
- 社長、バトルの時間です!（絵コンテ）
- あひるの空（絵コンテ）
- 遊☆戯☆王SEVENS（絵コンテ）

2021年
- 闘神機ジーズフレーム（絵コンテ）

2022年
- てっぺんっ!!!!!!!!!!!!!!!（絵コンテ）
- ドラゴンボール超 スーパーヒーロー（絵コンテ）

2023年
- 便利屋斎藤さん、異世界に行く（絵コンテ）
- シャングリラ・フロンティア（絵コンテ）

2024年
- FAIRY TAIL 100年クエスト（絵コンテ）
- 遊☆戯☆王ゴーラッシュ!!（絵コンテ）
- 逃走中 グレートミッション（絵コンテ）

2025年
- FARMAGIA（絵コンテ）
- ばっどがーる（絵コンテ）

#### OVA
- がぁーでぃあんHearts（2003年、OP演出）
- イリヤの空、UFOの夏（2005年、絵コンテ）
- On the Way to a Smile デンゼル編（2009年、監督）
- 異世界の聖機師物語（2010年、絵コンテ）
- “文学少女”メモワールI -夢見る少女の前奏曲-（2010年、絵コンテ）

#### Webアニメ
- 陰陽師（2023年、絵コンテ）
- T・Pぼん（2024年、絵コンテ）
- Duel Masters LOST ～月下の死神～（2024年、絵コンテ）